# Центар за азил у Бањи Ковиљачи
Центар за азил у Бањи Ковиљачи је институција за смјештај лица која траже азил у Републици Србији. Центар је намјенска организација у саставу Комесаријата за избеглице Републике Србије. Сједиште центра се налази у Бањи Ковиљачи. Његова основна намјена је смјештај азиланата до коначне одлуке о захтјеву за азил. Предвиђен је за смјештај 84 особе. Према подацима Полицијске станице у Лозници из новембра 2011, у Бањи Ковиљачи ван центра борави око 2.500 азиланата.

## Историја
Центар је кориштен за смјештај избјеглица у периоду од 1981. до 2006. године. Обновљен је 2006, а од 1. новембра 2007. је кориштен за смјештај азиланата под окриљем УНХЦР-а. Званично је основан одлуком Владе Републике Србије 6. децембра 2008, а од 15. децембра 2008. је у саставу Комесаријата за избеглице Републике Србије. Брига о азилантима је био један од услова за улазак Србије на бијелу шенген листу. Рад центра се финансира из буџета Републике Србије. Објекат у коме се налази је изграђен шездесетих година 20. вијека.

### Петиција
Становници Бање Ковиљаче су у јуну 2011. покренули петицију за рјешавње питања стотина лажних емиграната који бораве у граду.

### Протести 2011.
Након што су 27. октобра 2011. петорица Авганистанаца силовала британску држављанку у Бањи Ковиљачи, Организациони одбор грађанског покрета „Ко је сљедећи“ је организовао протесте у недељу 6. новембра 2011. на којима су становници тражили да се ријеши питање великог броја азиланата и њихово исељавање. На протестима је учествовало око 2.000 грађана. Број азиланата који бораве у Бањи Ковиљачи је за 6 мјесеци током 2011. порастао са 500 на 2.500. Већина азиланата је из Азије и Африке, углавном из Авганистана, Пакистана, Либије и Сомалије. Родитељи су у знак протеста позвали на бојкот наставе основаца који је почео у понедељак 7. новембра 2011.
Дана 6. децембра 2011 девојчица од 7 година физички је нападнута од стране азиланта, што је повећало страх код грађана Бање Ковиљаче.